# Andreas Benedicti Hegeslaus
Andreas Benedicti Hegeslaus, född 1567, död 20 juni 1632 i Kättilstads församling, var en svensk präst.

## Biografi
Andreas Benedicti Hegeslaus föddes 1567 och var från Västergötland. Han promoverades till filosofie magister och blev 1593 hovpräst på Skedevid i Tjärstads socken. Hegeslaus blev före 1605 kyrkoherde i Kättilstads församling och skrev 16 januari 1605 under en petition till Karl IX, att han borde kröna sig, jämte andra kyrkoherdar i Kind, Ydre och Vedbo. Han var predikant vid prästmötet 1609. Hegeslaus avled 1632 i Kättilstads socken.

### Familj
Hegeslaus var gift med Anna Nilsdotter (död 1653). De fick tillsammans barnen kyrkoherden Benedictus Fonthelius i Skällviks församling och Karin Andreasdotter som var trolovad med prästen Holstanus Jonae i Linköping.